# Дърво за познаване добро и зло
Дървото за познаване добро и зло[Бит. 2:9, 17] (на иврит: עֵץ הַדַּעַת טוֹב וָרָע, Ец ха-Даат Тов Ве ра) е едно от двете дървета, наред с Дървото на живота, изрично споменати в описанието на Едем в библейската книга Битие.
Според библийския разказ Бог забранява на Адам да яде от плодовете на Дървото за познаване добро и зло и нарушаването на тази забрана става причина за изгонването на Адам и Ева от Едем. Темата за този първороден грях заема централно място в християнската теология.